# Soós Nóra
Soós Nóra (Szombathely, 1979. október 10. –) Junior Prima díjas magyar festőművész, a kortárs magyar képzőművészet meghatározó alakja. Képeinek gyakori szimbolikája a női lét és szerep ábrázolása.

## Életpályája
1994 és 1998 között a szombathelyi Képzőművészeti Szakközépiskolában tanult grafika szakon. 1998–1999-ben a Berzsenyi Dániel Tanárképző Főiskolán folytatta tanulmányait rajz-vizuális nevelő tanár szakon. 1999 és 2004 között a Magyar Képzőművészeti Egyetemen tanult vizuális nevelő tanár és festő szakon, mesterei Molnár Sándor, Klimó Károly és Maurer Dóra voltak. 2003-ban a Müncheni Képzőművészeti Akadémia vendéghallgatója volt.

## Művészete
Soós Nóra festészetét az élénk színek, a transzparens rétegzés és a társadalmi kérdésekre reflektáló képi világ jellemzi. Műveiben gyakran jelennek meg a női lélek finom rezdülései, valamint a társadalmi, hatalmi, szociológiai és geopolitikai kérdésekre adott érzékeny reflexiók.

## Díjak és elismerések
- 2001 – Barcsay-nívódíj
- 2003 – Erasmus ösztöndíj, München
- 2004 – Glatz Oszkár-díj
- 2004 – Herman Lipót-díj
- 2004 – Szombathelyi Képtár Baráti Körének díja
- 2005 – STRABAG Festészeti Díj
- 2005 – Euregió Művészeti Díj (I. helyezett)
- 2008 – Junior Prima díj

## Tagságok
- 2001-től a Fiatal Képzőművészek Stúdiója tagja
- 2004-től a Magyar Festők Társasága tagja
- 2004-től a Magyar Alkotók Országos Egyesülete tagja
- 2006-tól a KIPE 13 – XIII. kerületi művészek egyesületének tagja

## Kiállításai (válogatás)
- 2020 október – 2021 február Absturz/Zuhanás, Műcsarnok, Budapest
- 2022 – Fennkölt idő, Virág Judit Galéria, Budapest
- 2025 – A kérdőjel háta mögött, KÉPEZŐ Galéria, Budapest
- 2025 – Szétszór a szél, csoportos kiállítás, Tállya
- 2024–2025 – A Két Grácia, Space Zero Galéria, Peking

## Külső hivatkozások
- Hivatalos weboldal
- Instagram-profil